# لاري أنتوني
لاري أنتوني (بالإنجليزية: Larry Anthony)‏ هو سياسي أسترالي، ولد في 17 ديسمبر 1961 بسيدني في أستراليا. حزبياً، نشط في الحزب الوطني الأسترالي. وقد انتخب عضو مجلس النواب الأسترالي عن دائرة ريتشموند ‏ (2 مارس 1996 – 9 أكتوبر 2004).